# الحياة بعد الموت (رواية)
الحياة بعد الموت (بالإنجليزية: Afterlives) هي رواية خيال تاريخي لعبد الرزاق قرنح الفائز بجائزة نوبل للأدب سنة1921،صدرت لأول مرة عن  دار نشر بلومزبري في 17 سبتمبر 2020. ،وفي أبريل 2021، تم إدراج الرواية في القائمة الطويلة لجائزة أورويل للرواية السياسية. صدرت الترجمة العربية للرواية عن دار أثر للنشرسنة 2022م  للمترجم نوف الميموني.

## نبذة عن الرواية
تدور الحبكة في سياق تمرد ماجي ماجي، وتتبع أربعة أبطال يعيشون في شرق إفريقيا التي تحتلها ألمانيا وتدور أحداثها في السنوات الأولى من القرن العشرين.تركّز الرواية على التجارب الفردية لشخصياتها في ظل الاحتلال، وتتناول قضايا الهوية والانتماء والذاكرة، من خلال سرد هادئ يتجنب الخطاب السياسي المباشر. لا تُقدّم الرواية الاستعمار بوصفه شرًا مطلقًا، بل ترصد كيف يتعامل الناس مع واقعهم، ويسعون إلى التكيّف معه، وبناء حياة جديدة رغم الألم والفقد.
تتناول الرواية أيضًا موضوعات مثل الشعوذة والموروثات الخرافية، وتنتقد الاعتماد على الطب السحري مقابل إهمال الطب الحديث، كما تُبرز التوتر بين الدين الشعبي والتفكير العقلاني. من خلال شخصيات مثل حمزة، وعافية، وخليفة، وإلياس، ترسم الرواية لوحة إنسانية معقدة عن الحب، والخيانة، والنجاة، في زمن مضطرب..
.

## شخصيات الرواية
- حمزة شاب تم تجنيده قسرًا في الجيش الألماني خلال الاحتلال، يعاني من آثار الحرب النفسية والجسدية، ويبدأ رحلة تعافٍ وبحث عن الذات بعد الحرب. عافية امرأة قوية ومستقلة، تعمل في متجر وتُعرف بحكمتها، تصبح لاحقًا زوجة حمزة وتشاركه رحلة بناء حياة جديدة.
- إلياس طفل يتيم تم أخذه من عائلته وتربيته في مدرسة ألمانية تبشيرية، ثم يُجنّد لاحقًا في الجيش، ويعيش صراعًا داخليًا بين هويته الأصلية والهوية المفروضة عليه.
- خليفة رجل من أصول هندية، يعمل محاسبًا، متزوج من عمة عافية، يمثل صوت الحكمة والاعتدال في الرواية.
- الضابط الألماني: يمثل قسوة الاستعمار وتجريد الإنسان من إنسانيته.
- الجنود المحليون: يعكسون التناقض بين خدمة المحتل والولاء للأرض.
- المشعوذون: رموز للجهل والخرافة التي تنتقدها الرواية بشدة.

## استقبال نقدي
تلقت الرواية مراجعات إيجابية بشكل عام. ووصف ديفيد بيلينج من صحيفة فاينانشيال تايمز الرواية بأنها «كتاب هادئ الجمال والمأساة». في مراجعة لصحيفة الغارديان، أشادت مازا منجيست بتفاصيلها السردية عن الاستعمار وتصوير العلاقات المعقدة نفسياً، على الرغم من أنها شعرت بأن النهاية قد تم التعجيل بها.

## أسلوب الرواية
رواية الحياة بعد الموت لعبد الرزاق قرنح تعتمد أسلوبًا سرديًا بسيطًا وواضحًا، بعيدًا عن الزخرفة اللغوية أو التفخيم البلاغي. يتسم النص بالتركيز على التفاصيل اليومية والإنسانية، ويعتمد على الوصف الدقيق للأحداث والشخصيات والبيئة الاجتماعية، مما يمنح القارئ شعورًا بالواقعية والانغماس في عالم الرواية.يعتمد الكاتب على السرد بضمير الغائب، مع استخدام حوارات طبيعية تعكس اختلاف الخلفيات الثقافية واللغوية للشخصيات. كما يُلاحظ توظيفه للغة محايدة، لا تميل إلى إصدار أحكام أخلاقية، بل تترك المجال للقارئ لتكوين رأيه الخاص حول الشخصيات والمواقف.الأسلوب الروائي يتسم بالهدوء والتأمل، ويُظهر تأثر الكاتب بتقنيات السرد الحديثة، مثل تعدد وجهات النظر، وتداخل الأزمنة، واستحضار الذاكرة كوسيلة لفهم الحاضر. كما يُبرز النص التوتر بين الموروث الثقافي المحلي والتأثيرات الاستعمارية، دون اللجوء إلى خطاب مباشر أو شعاراتية.

## اقتباسات من الرواية
"لم أعد أعرف من أنا، لكنني أعلم أنني لم أعد ذلك الشخص الذي كنت عليه قبل الحرب." تعكس هذه العبارة التحوّل النفسي العميق الذي يعيشه البطل بعد تجربة الحرب.
"الناس لا يحتاجون إلى الحرية فقط، بل إلى من يُعلّمهم كيف يعيشونها." اقتباس يسلّط الضوء على التوتر بين الاستعمار والتحرر، وعلى أهمية الوعي بعد الاستقلال.
"كان الألم جزءًا من الحياة، لكنهم علمونا أن نكتمه، أن نبتلعه، أن نبتسم ونحن ننزف." تصوير مؤلم لصمت المعاناة في المجتمعات المستعمَرة.
"لم تكن الخرافة مجرد قصة، بل كانت طريقة لفهم العالم حين يعجز العقل عن تفسيره." يعبّر عن الصراع بين التفكير العقلاني والموروث الشعبي.

"الحب لا يحتاج إلى وطن، لكنه يحتاج إلى فرصة." عبارة تختصر التوق الإنساني للانتماء والعاطفة وسط عالم مضطرب.